# Andowiak śnieżnostopy
Andowiak śnieżnostopy (Thomasomys niveipes) – gatunek ssaka z podrodziny bawełniaków (Sigmodontinae) w obrębie rodziny chomikowatych (Cricetidae).

## Zasięg występowania
Andowiak śnieżnostopy występuje we wschodnich Andach w środkowej Kolumbii.

## Taksonomia
Gatunek po raz pierwszy zgodnie z zasadami nazewnictwa binominalnego opisał w 1896 roku brytyjski zoolog Oldfield Thomas nadając mu nazwę Oryzomys niveipes. Holotyp pochodził z Hoya del Barro Blanco, u ujścia rzeki Teusacá, w zachodniej części departamentu Cundinamarca, w Kolumbii. 
Autorzy Illustrated Checklist of the Mammals of the World uznają ten takson za gatunek monotypowy.

### Etymologia
- Thomasomys: Oldfield Thomas (1858–1929), brytyjski zoolog, teriolog; gr. μυς mus, μυος muos „mysz”[7].
- niveipes: łac. niveus „śnieżno-biały”, od nix, nivis „śnieg”[8]; pes, pedis „stopa”, od gr. πους pous, ποδος podos „stopa”[9].

## Morfologia
Długość ciała (bez ogona) 110–135 mm, długość ogona 115–133 mm, długość ucha 17–22 mm, długość tylnej stopy 24–30 mm; masa ciała 26–44 g. 

## Ekologia
Występuje na wysokości powyżej 2600 m n.p.m.. Zamieszkuje krzewiaste paramo oraz górskie lasy.
Te chomikowate są nocne i wszystkożerne

## Populacja
Jest stosunkowo powszechnym gryzoniem.

## Zagrożenia
Zagrożeniem dla andowiaka śnieżnostopego jest przekształcanie jego siedlisk w pastwiska.